# Gyrinus urinator
Gyrinus urinator ist eine Käferart aus der Familie der Taumelkäfer (Gyrinidae).

## Merkmale
Die Käfer erreichen eine Körperlänge von 5,5 bis 7,5 Millimetern. Ihr Körper ist an der Oberseite schwarz gefärbt und hat einen blauen Schimmer. Die Seiten des Körpers sind rostrot, die Streifen auf den Deckflügeln kupferfarben. Die inneren Streifen sind dabei nur sehr schwach ausgeprägt, aber wie die übrigen golden markiert. Dazwischen sind die Deckflügel blau gefärbt. Die Körperunterseite ist einfarbig gelb. Das Schildchen (Scutellum) ist ungekielt.

## Vorkommen
Die Art ist in Südeuropa, im ganzen Mittelmeerraum einschließlich Nordafrika sowie in Westeuropa (Frankreich bis England und Irland) und in Teilen Osteuropas verbreitet. Die Tiere leben auch auf den Kanaren. In Mitteleuropa fehlen sie.